# Jerzy Świstek
Jerzy Świstek (Przemyśl, 1931. szeptember 20. – 1994. december 4.) lengyel nemzetközi labdarúgó-játékvezető.

## Pályafutása
Hazája legfelső szintű labdarúgó-bajnokságának játékvezetője lett. Az aktív nemzeti játékvezetéstől 1978-ban vonult vissza.
A Lengyel labdarúgó-szövetség Játékvezető Bizottsága (JB) 1970-ben terjesztette fel nemzetközi játékvezetőnek, a Nemzetközi Labdarúgó-szövetség (FIFA) bíróinak keretébe. Több nemzetek közötti válogatott és klubmérkőzést vezetett.
Az aktív nemzetközi játékvezetéstől 1978-ban búcsúzott. Válogatott mérkőzéseinek száma: 2.

## Statisztika

### Nemzetközi válogatott mérkőzései
| #  | Dátum               | Helyszín                        | Hazai         | Eredmény | Vendég       | Kiírás     | Gólok | Esemény |
| -- | ------------------- | ------------------------------- | ------------- | -------- | ------------ | ---------- | ----- | ------- |
| 1. | 1975. szeptember 3. | Moszkva, Központi Lenin Stadion | Szovjetunió   | 0 – 0    | NDK          | barátságos | -     |         |
| 2. | 1975. október 15.   | Pozsony, Tehelny pole           | Csehszlovákia | 1 – 1    | Magyarország | barátságos | -     |         |
|    | Összesen            |                                 |               | 2        | mérkőzés     |            |       |         |